# Vi Hart
Victoria Hart, (Estados Unidos, 1988) conocida como Vi Hart, es una "matemúsica recreativa" y es reconocida por sus videos de temática matemática en YouTube. Ha colaborado con el profesor de geometría computacional del Instituto Tecnológico de Massachusetts, Erik Demaine. Hart ha trabajado en la Academia Khan y fundó el grupo de investigación de realidad virtual eleVR.
En 2018 ganó el Premio de Comunicación del Joint Policy Board for Mathematics por sus videos de matemáticas y música que explican conceptos matemáticos a través de garabatos.

## Biografía

### Influencias
Vi es hija del escultor y matemático George W. Hart. Vi acredita su mayor influencia a uno de los viajes que emprendió con su padre a los 13 años de edad. Asistió a una conferencia de geometría computacional junto a él y afirma que su amor por las matemáticas comenzó desde entonces. En una entrevista declaró "Fue tan distinto a la escuela, donde estás rodeado de cierta monotonía y nadie es entusiasta el respecto. Cualquier clase de reunión de gente apasionada es divertida, sin importar lo que realmente están haciendo." En una entrevista que realizó mientras asistía a la universidad manifestó "Mi amor por la geometría y las matemáticas proviene definitivamente de la influencia de mi padre. Desde que lo acompañé en mi primera conferencia, lo disfruté tanto que busqué oportunidades para asistir a conferencias divertidas a partir de aquel momento."

### Carrera universitaria y búsqueda de su vocación
Hart realizó sus estudios universitarios en la Universidad de Stony Brook. Después de concluir su maestría en música, creó una pieza musical denominada "Harry Potter Septet". La pieza consta de siete movimientos, uno por cada libro de la saga, y fue compuesto originalmente para violín, viola, violonchelo, bajo, piano y dos voces, constando de aproximadamente 1,5 horas de duración.
Poco después de graduarse en Stony Brook, a Hart le fue difícil hallar una profesión a tiempo completo. En su último año, al ser interpelada con respecto a sus planes para el futuro respondió: «He considerado música cinematográfica, musicales, quizás me especialice en ello... aún no lo he decidido. Sé que deseo componer. Hacia dónde quiero dirigirme con ello, aún no estoy segura. Porque es difícil simplemente componer y recibir dinero mágicamente por ello». Hart estuvo un par de años decidiendo cual era su vocación.

### YouTube
Por un tiempo, Hart no fue capaz de encontrar una carrera adecuada. Mientras revisaba unos "garabatos matemáticos" que realizó durante la universidad (reconoce que muchos de ellos fueron creados mientras se encontraba aburrida en varias de sus clases) decidió que debería hacer algo con ellos. Al principio consideró simplemente escribir instrucciones y publicarlos en un blog, pero en lugar de ello tomó una decisión muy diferente, y creó su primer video llamado Doodling in Math Class (Garabateando en clases de matemáticas). Con un punto de vista en primera persona y una narración acelerada hecha por ella misma, la serie de videos se hizo muy popular, ganando millones de visitas en poco tiempo. Desde entonces Vi ha continuado en su canal de YouTube. Hart afirma que recibió hasta 300 dólares en una semana por medio de un programa de asociación con YouTube.
Tras un corto tiempo en su carrera de Youtube, a Hart se le ocurrió un nombre satírico para su profesión tan «singular» de exhibir a las matemáticas por medio de la mente creativa de una matemática musicalmente talentosa. Decidió denominarse a sí misma una «Matemúsica Recreativa de Tiempo Completo» (Full-Time Recreational Mathemusician). Cuando es cuestionada acerca de su razón para elegir tal nombre, explicó: «Me refiero a mí misma de esa forma porque, a veces, cuando no estás seguro de cómo denominarte a ti mismo en un título que describa lo que haces, debes inventar uno».
El 13 de enero del 2012, Hart creó un canal de YouTube secundario que denominó "VihartVihart." Este canal contiene tanto suplementos de los videos publicados en su canal principal, como vídeos personales. 
El 1 de octubre del mismo año, publicó "Hexaflexagons", el primero en una serie de cuatro vídeos celebrando la temática, explorando las matemáticas y la estética e historia del hexaflexágono. Este muy pronto se convirtió en su vídeo más visto hasta la fecha alcanzando 4,5 millones de visitas para finales de octubre. Parte de su éxito puede explicarse por el vídeo publicado en io9 y presentado en un artículo de la revista Scientific American.

### Realidad virtual
En 2014, Hart fundó un grupo de investigación con Emily Eifler y Andrea Hawksley llamado eleVR, enfocado en investigación sobre realidad virtual (RV). El grupo ha creado videos de RV y ha colaborado en juegos de computadora educativos. Crearon el juego Hypernom, en el que el jugador tiene que comer partes de polícoros que se proyectan estereográficamente en 3D y se visualizan mediante un casco de realidad virtual. En junio de 2014, eleVR lanzó un reproductor de video web de código abierto que funciona con el Oculus Rift. Ese mismo año, Hart creó un artículo de blog jugable llamado Parábola de los Polígonos con Nicky Case, el cual se basa en la obra Dynamic Models of Segregation del economista Thomas Schelling.

### Vida personal
Hart se identifica como "agnóstica de género". En un video del 2015 habló sobre su ausencia de identidad de género y declaró que no tiene preferencia en cuanto a los pronombres que utilicen para referirse a su persona.

## Popularidad
Desde la creación de su canal en YouTube, Hart ha obtenido reconocimiento a nivel nacional. Hasta mayo de 2017, Hart ha recibido más de 94 millones de visitas en vídeos de su canal principal, y posee más de un millón de subscriptores. Actualmente su vídeo más visitado es "Hexaflexagons,"  con más de 7 millones de visitas. Hart posee más de 46 000 fanes en su página de Facebook y más de 64 000 seguidores en Twitter. Hart ha sido la protagonista de numerosos artículos publicados en línea tales como The New York Times y The Washington Post. En agosto del 2011, Hart dio una conferencia en el Día Internacional de la Ciencia.

## Academia Khan
El 3 de enero del 2012 Hart anunció que comenzaba a trabajar en la Khan Academy. Afirma que el centro le paga por «sentar[se] todo el día en un cubículo dibujando garabatos al azar». Actualmente puede verse a Hart en varios vídeos en la cuenta de YouTube de la Academia Khan, pero ella continúa creando vídeos para su propio canal.